# Parc informatique de Dalian
 (décembre 2019).
 (décembre 2019).

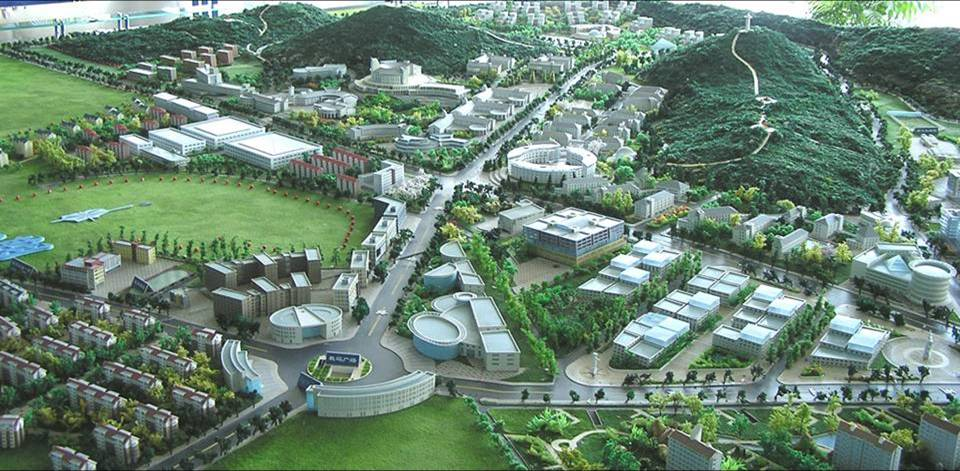
Maquette du Parc informatique de Dalian

Le parc informatique de Dalian (Dalian Software Park, dans l'écriture chinoise simplifiée : 大连软件园, littéralement « parc du logiciel de Dalian ») est une zone industrielle qui fut créée en 1998 dans la périphérie ouest de la ville de Dalian (province du Liaoning au nord-est de la Chine). Aujourd’hui, le parc regroupe un nombre important de multinationales et d’entreprises informatiques. Par le passé les entreprises américaines et européennes choisirent de s’établir à Bangalore ou dans d’autres villes indiennes principalement grâce aux avantages liés à la langue. À l’inverse, les entreprises nippones se portèrent logiquement vers les villes chinoises grâce aux similitudes linguistiques.
Dalian est une des onze villes nationales pour le développement informatique (National Software Industry Base), et une des cinq villes nationales pour l’export de produits informatiques (National Software Export Bases). À ce jour (2006), plus de 300 entreprises y ont établi domicile, dont 34 « Global 500 » entreprises.

## Délocalisation et sous-traitance informatique
La délocalisation et sous-traitance informatique s’est généralisée ces dernières années à cause principalement du manque de ressources humaines compétentes dans l’industrie informatique. Aujourd’hui, La délocalisation ou off-shoring ne se limite plus au métier de l’informatique mais aussi à l’externalisation des processus métiers (Business Process Outsourcing – BPO) tel que des opérations de support client ou des opérations comptables.

### Bangalore, Inde
Afin de réduire les coûts, les entreprises américaines ou européennes ont délocalisé vers Bangalore et des autres villes en Inde, et ce grâce notamment aux avantages linguistiques. Les Japonais ont eux aussi délocalisé certaines tâches vers l’Inde, mais uniquement celles qui ne nécessitent pas une connaissance approfondie de la langue nippone.

## Origine de l’industrie informatique à Dalian
L’industrie informatique à Dalian débuta dans les années 1980 lorsque le gouvernement local délimita deux zones de développement économique : une zone industrielle située dans le nord de la ville, une zone de haute technologie située dans la partie ouest de la ville.

### Zone de haute technologie de Dalian
La zone de développement de haute technologie de Dalian fut créée vers la fin des années 1980. Située dans la périphérie ouest de Dalian, la zone est consacrée aux industries de pointe telles que l’industrie pharmaceutique et l’industrie informatique. Deux entreprises locales furent les précurseurs dans l’industrie naissante de l’informatique : DHC et HiSoft. Dans cette zone, on y trouve aussi deux prestigieuses universités : université des technologies de Dalian (Dalian University of Technology) et l’université de finance et science économique du Dongbei (Dongbei University of Finance & Economics).

## Début du parc informatique de Dalian
Le parc informatique de Dalian (Dalian Software Park – DLSP) fut créé en 1998, sur un terrain délimité de 3 km2 dans la périphérie ouest de Dalian. Le parc fait partie intégrante de la zone Hi-tech de Dalian. Il est entouré par des collines et bordé par la mer Jaune. Le parc est adjacent à la zone éducative où se trouve l’université polytechnique de Dalian (Dalian University of Technology) et l’université de finance et science économique du Dongbei (Dongbei University of Finance & Economics).

## Son histoire brève
Neusoft, la plus grosse entreprise informatique de Chine, fut une des premières entreprises à investir le parc. Par la suite, Neusoft et DLSP construisirent le ”Neusoft Université d’Informatique” (Neusoft Institute of Information Technology) qui fut une des premières universités à fonds privés ouvertes en Chine. Matsushita Electric Industrial, Panasonic, Alpine et Sony furent les premières entreprises étrangères à investirent la parc.
Les entreprises américaines et européennes tels que GE, HP, IBM et SAP établirent des centres de support ITO et BPO pour leurs opérations nippones.

## Aujourd'hui
En septembre 2007, 380 entreprises sont établies dans le parc informatique de Dalian :
- 58 % d’entreprises nationales
- 42 % d’entreprises à capital étranger
- 27 % d’entreprises à capital en provenance du Japon

### Force personnelle
Répartition des projets délocalisées à Dalian (2006)
- 40 % Software d’application
- 30 % BPO
- 10 % Système embarqué (Embedded software)
- 20 % Autres tel que CAD (CAO et DAO), dessin du circuit intégré, R&D et software pour jeux vidéo

Les softwares d’application sont programmés par des ingénieurs qui ont suivi un cursus informatique. Les embedded software sont programmés par des ingénieurs qui ont une bonne compréhension d’une industrie d’application telle que la télécommunication.
Les entreprises BPO recrutent des lycéens diplômés pour des tâches simples ou des Chinois qui ont une longue expérience à l’étranger pour des activités de centre d'appel.

### Géographie de Dalian
Dalian est située dans la péninsule du Liaodong, à l’extrémité sud de la région du nord-est chinois. Dalian est entourée par la mer Jaune et la mer du Bohai. La ville est renommée pour son climat doux en été et hiver. L’aéroport international assure des vols journaliers vers la Corée et neuf villes au Japon.
Dalian à une population de près de 6 millions d’habitants. Elle est la ville la plus développée dans la région du nord-est chinois. La ville est devenue une destination privilégiée par les habitants de la région du Nord-Est chinois (130 millions d’habitants) qui recherchent une carrière dans le secteur de l’informatique.

### Compétences techniques et linguistiques (anglais, français, japonais et coréen)
Les ingénieurs informatiques sont diplômés des écoles polytechniques de la région du nord-est chinois
- Dalian : université des technologies de Dalian, université Jiaotong de Dalian, université maritime de Dalian et Neusoft Université d’Informatique
- Shenyang : université nord-est
- Changchun : université du Jilin
- Harbin : université industrielle de Harbin.

Les ingénieurs et techniciens qui parlent couramment l’anglais sont des diplômés universitaires qui ont étudié l’anglais comme première langue étrangère. Il y a aussi des Chinois diplômés outre-mer, typiquement aux États-Unis, Canada, Australie, Nouvelle-Zélande et Grande-Bretagne, retournés au pays. L’université des langues étrangères de Dalian offre des cours de français (ULEDL, 100 diplômes français par an), l’université normale du Liaoning (UNLN, 30 diplômes français par an), ou un "retour d’études outre-mer", typiquement en France et au Québec, Canada. L'Alliance Française de Dalian est à l'ULEDL.
Pour des raisons historiques, il est relativement facile de trouver des gens parlant le japonais à Dalian :
- La zone sud de Dalian fut occupée par les troupes japonaises de 1905 à 1945
- L’École des Langues Étrangères de Dalian fut ouverte en 1963 – elle devint le centre pour les études de langue japonaise.
- Depuis la création d’une zone de développement économique à Dalian vers la fin des années 1980, les entreprises japonaises sont venues en nombre pour y implanter des usines.

Un autre atout à mettre au crédit de Dalian est la présence d’une minorité coréenne, estimée à 2-3 millions de personnes, qui vit dans la région du nord-est chinois. Les gens qui parlent le coréen comme langue maternelle ont une facilité à assimiler la langue japonaise grâce aux similarités linguistiques.

### Phase 2 du parc informatique de Dalian
La construction de la phase 2 du parc informatique de Dalian débuta en 2003, à la suite de la décision du gouvernement local de créer une nouvelle zone consacrée à l’industrie informatique le long de la route sud de Lüshun (Dalian Software Industry Belt Along Lvshun South Road). La zone s’étend sur un terrain de 12 km2 au sud de la zone Hi-tech de Dalian.
- JV entre Ascendas Pte. Ltd. (Singapour) et DLSP (Dalian Software Park). Le premier bâtiment fut opérationnel en septembre 2007 (Dalian Ascendas IT Park).
- La construction de l’“International Neusoft Park”, intégralement financé par Neusoft Group, terminée en mars 2008.
- JV entre Shui On Group (Hong-Kong) et DLSP est en cours de construction, et sera opérationnel en 2009.

## Le futur

### Route nord à Lüshun
En juin 2007, un nouveau projet de parc industriel consacré à l’industrie informatique situé à Dadonggou (10 km ouest de l’aéroport international de Dalian) fut lancé.

### Expansion vers d’autres villes en Chine
À la suite du succès du Parc informatique de Dalian, DLSP prit la décision en 2006 de développer de nouveaux parcs consacrés à l’industrie informatique dans d’autres villes en Chine.
- Wuhan (Hubei) : Wuhan Optical Valley Software Park fut opérationnel en avril 2007. Wuhan est une des villes les plus peuplées en Chine intérieure, et possède un nombre important d’universités.  Le JV de PSA Peugeot Citroën est situé à cette ville.
- Suzhou (Jiangsu) : Suzhou Software Technology Park situé dans la zone Hi-tech de Suzhou SND.
- Tianjin (Une des Municipalités autonomes) : Base "Binghai" de l'externalisation des services de Tianjin va opérationnel en 2009
- D'autres villes en Chine doivent être ajoutées.

## Entreprises informatiques établies à Dalian

### Dans la zone de haute technologie de Dalian
- États-Unis : BearingPoint, Citibank, Dell
- Chine : DHC, Hisoft
- Japon : HAL Film Maker, Jtekt, MI Communication

### Dans le parc informatique de Dalian
- États-Unis : Accenture, Fidelity, IBM, Oracle Corporation
- Chine : China Software & Service (CS&S), New Touch
- Europe : BT (Grande-Bretagne), SAP AG (Allemagne) et Oostsourcing (un JV  de Akyla 40 %, Better Be 40 % et Insight 20 %, Néerlande)
- Japon : Fujitsu Electronics, NEC, Omron, Panasonic, Sony, Sumitomo Wiring Systems, Yokogawa Electric
- Autres : Genpact (Inde), Satyam Computer Services (Inde)

### Dans le parc informatique “Ascendas” de Dalian
Entreprises établis dans le Dalian Ascendas IT Park
- Konica Minolta (Japon), DHC (Chine)

### Dans le parc informatique “Tiandi” de Dalian
- Opérationnel en 2009

### Dans les autres endroits de Dalian
Entreprises informatiques situées dans d’autres bâtiments à Dalian
- Dalian InfoMedia, With System, Sumisei Computer System, NHN (Corée)

## Parcs informatiques en Chine
Il y a près de 30-50 parcs informatiques (Software Parks) en Chine, dont 11 parcs nationaux dans les villes suivantes : Pékin, Shanghai, Dalian, Chengdu, Wuhan, Hangzhou, Shenzhen, Jinan, Xi’an, Tianjin et Nanjing.

## Histoire de l’industrie informatique de Dalian
- 1992 : Dalian Computer Center (DCC) de Dalian reçoit la première commande d’une entreprise étrangère – NTT Data (Japon)
- 1996 : DCC “spin out” un de ses départements pour créer Dalian Hi-Think Computer Technology Corp.
- 1999 : Dalian Software Park ouvre ses portes. Neusoft Group ouvre un centre a Dalian. BHR-Frontline (Singapour) s’implante a DLSP – première entreprise étrangère.
- 2000 : Neusoft Université d’Informatique ouvre ses portes
- 2001 : L’association japonaise pour la promotion de l'industrie informatique (Japan Information Service Industry Association - JISA) et l’association chinoise pour la promotion de l’industrie informatique (China Information Industry Association) organisent la cinquième édition à Dalian. Matsushita Electric Industry Co. ouvre un centre R&D, et devient ainsi la première entreprise japonaise à s’établir à Dalian.
- 2002 : DHC est la plus importante entreprise chinoise en termes d’export (China’s Software Export Ranking).
- 2003 : le gouvernement de Dalian annonce le lancement de la seconde phase du parc informatique de Dalian (Dalian Software Park Phase 2), qui sera construit le long de la route sud de Lvshun (Lvshun South Road Software Industry Belt). Première édition de la conférence sur la sous-traitement informatique en Chine (International Software & Information Service Fair). IBM, Accenture, CSK s’installent dans le parc.
- 2004 : HP, SAP et Omron s’installent dans le parc.
- 2005 : première édition de la conférence sino-chinoise sur les logiciels embarqués (China-Japan Embedded Software Seminar)
- 2006 : la ville de Dalian est reconnu par le gouvernement central comme la ville modèle pour la sous-traitance informatique.
- 2007 : parc informatique "Ascendas" de Dalian ouvre ses portes. Le projet du parc informatique Tiandi (Tiandi Software Park) est lancé.